# Condado de Brevard
O condado de Brevard (em inglês:  Brevard County) é um dos 67 condados do estado americano da Flórida. A sede do condado é Titusville e a cidade mais populosa é Palm Bay. Foi fundado em 14 de março de 1844.
Neste condado está localizado o Kennedy Space Center, a principal base de lançamentos de foguetões do país.

## Geografia
De acordo com o United States Census Bureau, o condado possui uma área de 4 033 km², dos quais 2 630 km² estão cobertos por terra e 1 402 km² por água.

## Demografia
Segundo o censo nacional de 2010, o condado possui uma população de 543 376 habitantes e uma densidade populacional de 206,6 hab/km². Possui 269 864 residências, que resulta em uma densidade de 102,6 residências/km².
Das 16 localidades incorporadas no condado, Palm Bay é a mais populosa, com 103 190 habitantes, o que representa 19% da população total, enquanto que Cape Canaveral é a mais densamente povoada, com 1 642 hab/km². Melbourne Village é a menos populosa, com 662 habitantes. De 2000 para 2010, a população de West Melbourne cresceu 87% e a de Cocoa Beach reduziu em 10%. Apenas uma localidade possui população superior a 100 mil habitantes.